# 小黄河水库
小黄河水库是中国湖北省襄阳市枣阳市境内的一座水库，位于泥河主流上，建于1977年。水库正常库容为1995万立方米，集雨面积为58平方千米，海拔为105.4米。